# Andrzej Głąb
Andrzej Głąb (10 novembre 1966) è un ex lottatore polacco, specializzato nella lotta greco-romana.

## Palmarès

### Olimpiadi
- 1 medaglia:
  - 1 argento (Seul 1988 nei pesi mosca-leggeri)